# Arte+Feminismo
Arte+Feminismo, ou Arte e Feminismo, é uma maratona de edição anual global que tem como objetivo editar conteúdo sobre artistas mulheres na Wikipédia. O projeto, fundado por Siân Evans, Jacqueline Mabey, Michael Mandiberg e Laurel Ptak em 2014, foi descrito como "um esforço multinacional maciço para corrigir o preconceito persistente na Wikipédia, que é editada desproporcionalmente por e sobre homens".
Em 2014, a primeira edição da campanha teve 600 voluntários em 30 eventos diferentes. Desde então, mais de 20.000 pessoas participaram da campanha em mais de 1.500 eventos, o que levou à criação ou melhora de mais de 100.000 artigos da Wikipédia.
A Arte+Feminismo tem como missão construir "uma comunidade de ativistas que está comprometida em fechar lacunas de informação relacionadas a gênero, feminismo e artes, a começar pela Wikipédia".
No ano de 2023, o Arte+Feminism completou 10 anos de existência, com a campanha tendo o tema "Ação Coletiva".